# 阿拉山口市
阿拉山口市（あらさんこう-し、モンゴル語：ᠠᠯᠠᠭ ᠶᠢᠨ
ᠠᠭᠤᠯᠠ
ᠬᠣᠲᠠ、転写：Alaɣ-yin aɣula qota）は、中華人民共和国新疆ウイグル自治区ボルタラ・モンゴル自治州に位置する県級市。2012年にボルタラ市から分離して設立された。ウイグル語名はアラタウ市。この地域は、北疆線が開通する前の1992年頃までは、気象職員が20人ほど居るだけの無人地帯であった。
カザフスタンに隣接し、出入国検査場の阿拉山口口岸がある。

## 行政区画
1街道、1バルガス（鎮）を管轄：
- 街道弁事処：アラタウ街道（阿拉套街道）
- 鎮：エビノール・バルガス（艾比湖鎮）

## 交通
- 北疆線
  - 阿拉山口駅 - 当駅を境にカザフスタン国内に入る国際列車が運行されている。